# Білий двір
Білий двір (серб. Бели двор) — палац у Белграді.
Палац є частиною комплексу площею близько 130 га, що включає також Королівський палац і Королівську каплицю Святого Апостола Андрія Первозванного. Сам Білий двір займає близько 12 га.
Будівництво палацу завершилося лише в 1936 році, призначався комплекс королівській сім'ї. Після Другої світової війни Білий двір був однією з резиденцій Тіто і Мілошевича.
У комплексі переважає палладіанський стиль.